# خورشید پاشا
خورشید پاشا (؟ –۱۸۲۲) از سال ۱۸۰۱ تا ۱۸۰۵ والی ایالت مصر بود. او در گرجستان زاده شد.